# Azza

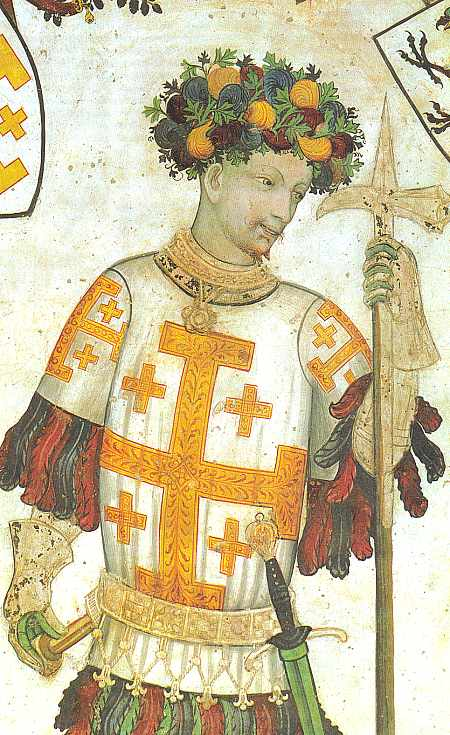
Goffredo di Buglione armato di azza all'italiana in un anacronistico affresco del 1420.

L'azza è un'arma inastata diffusasi in Europa al volgere del basso medioevo (fine del XIV secolo), generalmente utilizzata dai soldati di fanteria. Il suo nome deriva dalla deformazione del termine ascia, a causa della natura comune con tale strumento nella sua versione all'inglese.
Era in particolare utilizzata nel combattimento contro avversari in armatura a piastre, in quanto studiata appositamente con strumenti offensivi in grado di sfondare o quanto meno di danneggiare le placche metalliche o di incunearsi negli spazi fra queste.

## Costruzione

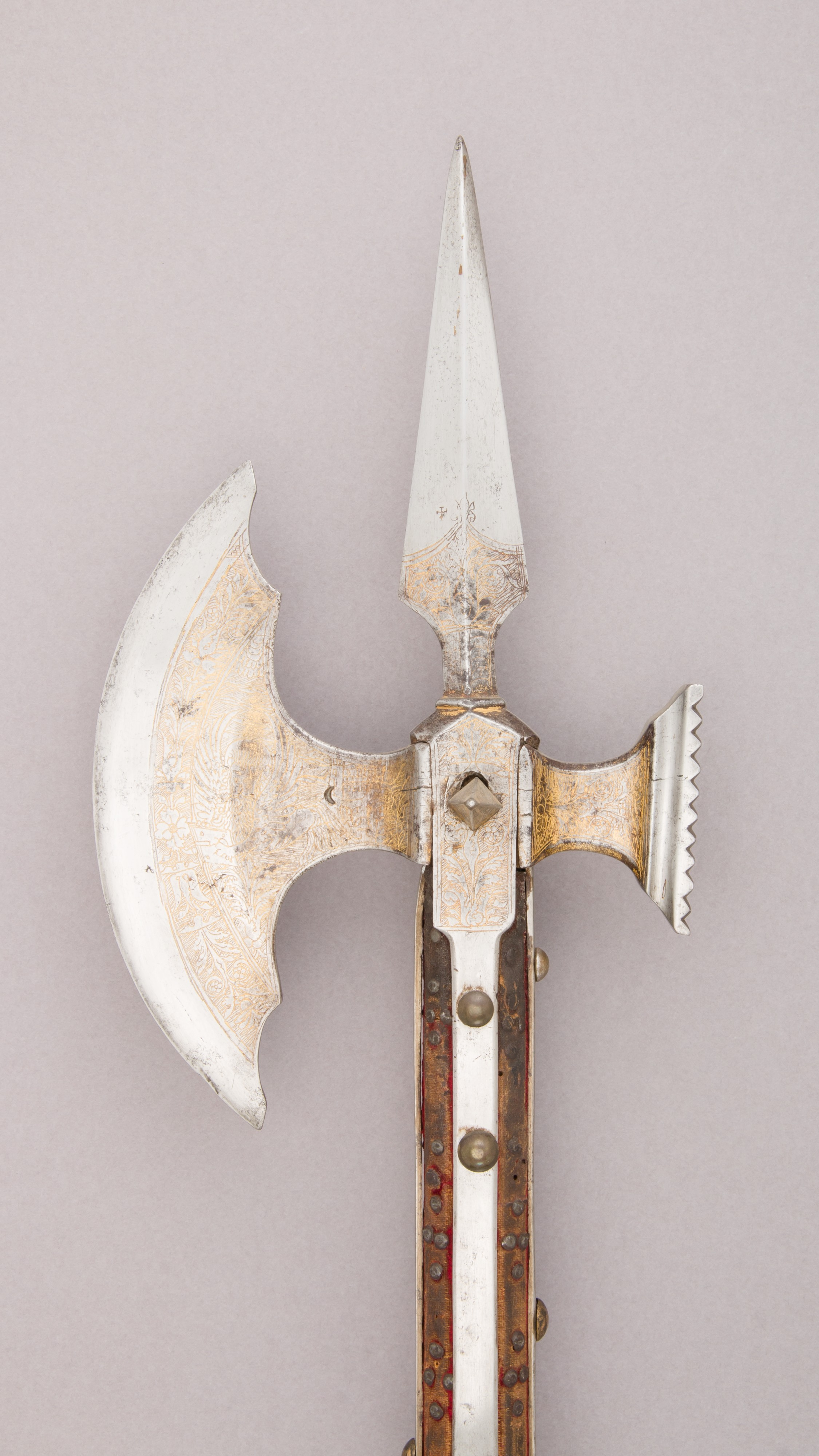
Azza all'inglese

Esistono diverse versioni di quest'arma, in genere però essa è lunga tra i 150 e i 180 cm (all'incirca l'altezza di chi lo deve impugnare), con manico in legno con rinforzi in metallo in prossimità delle estremità o lungo tutta l'asta, presenta una punta acuminata per essere utilizzata come una lancia da fante ed una sorta di martello d'armi da usare per attacchi di potenza o di compressione/sfondamento dell'armatura avversaria.
Di fronte a questo poteva essere posizionata un'ascia con lama ricurva e larga (versione detta all'inglese) oppure uno spuntone leggermente incurvato (versione detta all'italiana, benché presente anche nella versione tedesca). In entrambi i casi tale accessorio veniva utilizzato per sfondare l'armatura o per uncinare l'avversario al fine di sbilanciarlo e farlo cadere.